# Szlovák Egészségügyi Egyetem
A Szlovák Egészségügyi Egyetem (szlovákul: Slovenská zdravotnícka univerzita v Bratislave) állami egyetem Pozsonyban, amely a Szlovák Köztársaság Egészségügyi Minisztériuma alá tartozik. Az egyetem előde, a Szlovák Orvostudományi Posztgraduális Akadémia (Slovenská postgraduálna akadémia medicíny) kizárólag posztgraduális képzést kínált, amely azonban nem felelt meg az Európai Unió előírásainak, így az egyetem jelenlegi formájában 2002-ben jött létre. Az egyetem rektora Peter Šimko.
2017-ben az egészségügyi és oktatásügyi minisztériumok javasolták, hogy az egyetemet vonják össze a Comenius Egyetemmel az egészségügyi dolgozók képzésének egyszerűsítése céljából, ám a tervezet ellen mindkét egyetem felszólalt.

## Karok
- Orvostudományi Kar (Lekárska fakulta)
- Ápolás és Egészségügyi Szaktanulmányok Kara (Fakulta ošetrovateľstva a zdravotníckych odborných štúdií)
- Közegészségügyi Kar (Fakulta verejného zdravotníctva)
- Besztercebányai Egészségyügyi Kar (Fakulta zdravotníctva so sídlom v Banskej Bystrici)